# Matthias Schriefl

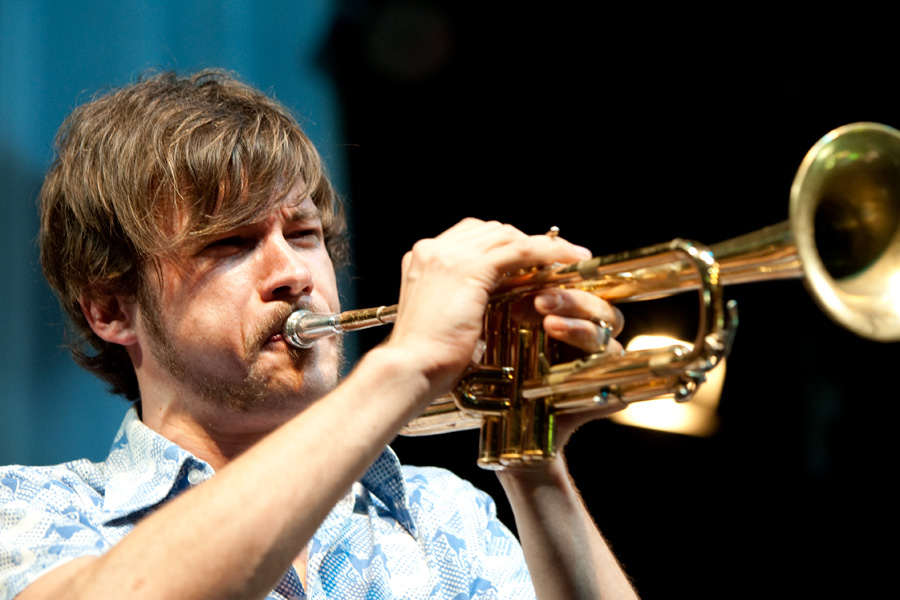
Matthias Schriefl (2010)

Matthias Schriefl (* 9. April 1981 in Kempten (Allgäu)) ist ein Jazztrompeter, Multiinstrumentalist, Komponist und Bandleader.

## Leben und Wirken
Schriefl stammt aus einer musikalischen Familie (sein jüngerer Bruder Magnus Schriefl ist ebenfalls Jazzmusiker) und wuchs auf in Maria-Rain im Landkreis Oberallgäu. Als Elfjähriger wurde er Bundessieger bei Jugend musiziert; im Alter von 15 Jahren war er das jeweils jüngste Mitglied im Landesjugendjazzorchester Bayern und im Bundesjazzorchester. Mit 17 wurde er mit seiner Band „Sidewinders“ Bundessieger bei „Jugend Jazzt“ und konnte seine erste CD „Die Bestie“ bei Mons Records aufnehmen. Während der Schulzeit war Schriefl Jungstudent am Richard-Strauss-Konservatorium in München und studierte anschließend von 2000 bis 2005 an der Hochschule für Musik Köln bei dem Trompeter Andy Haderer. Als Socrates-Stipendiat ging er außerdem ein Jahr nach Amsterdam. Bereits in seiner Studienzeit spielte er mit Peter Herbolzheimers Rhythm Combination & Brass und der WDR-, hr- und NDR-Bigband. Bis 2016 lebte Schriefl in Köln, wo er die Konzertreihe Jazz-O-Rama organisierte, die jede Woche im Kölner ARTheater ein Jazzkonzert veranstaltet.
Schriefls erfolgreichstes Projekt ist die Band „Shreefpunk“, deren erste beiden CD-Produktionen, beide beim ACT-Label erschienen, international große Beachtung fanden. Die Band wurde seit 2007 drei Jahre hintereinander von verschiedenen Fachjurys zum German Jazz Meeting auf der Fachmesse Jazzahead in Bremen eingeladen und tourte von 2007 bis 2009, teilweise im Auftrag des Goetheinstituts, durch 15 Länder Europas sowie durch Mexiko, Australien und sieben Länder Westafrikas.
Weitere eigene Bandprojekte waren der Mutantenstadl, Schmittmenge Meier, das European TV Brass Trio mit Daniel Casimir (Altposaune) und François Thuillier (Tuba), die Band Deujazz mit Anette von Eichel, 2 Generations of Trumpets mit Andy Haderer sowie das Matthias Schriefl Trio und verschiedene Duo-Projekte, u. a. mit Michael Abene (p) und das „Duo Fanfarov“ mit Bodek Janke (dr). Schriefl leitet seit über 15 Jahren Brazilian Motions mit der brasilianischen Sängerin Patricia Cruz und das Ensemble Six, Alps and Jazz, das aus sechs Multi-Instrumentalisten besteht. Mit der Sängerin Tamara Lukasheva bildet er das Duo Matria und mit Gerhard Gschlößl und Norbert Bürger das Trio AAAPUZ.

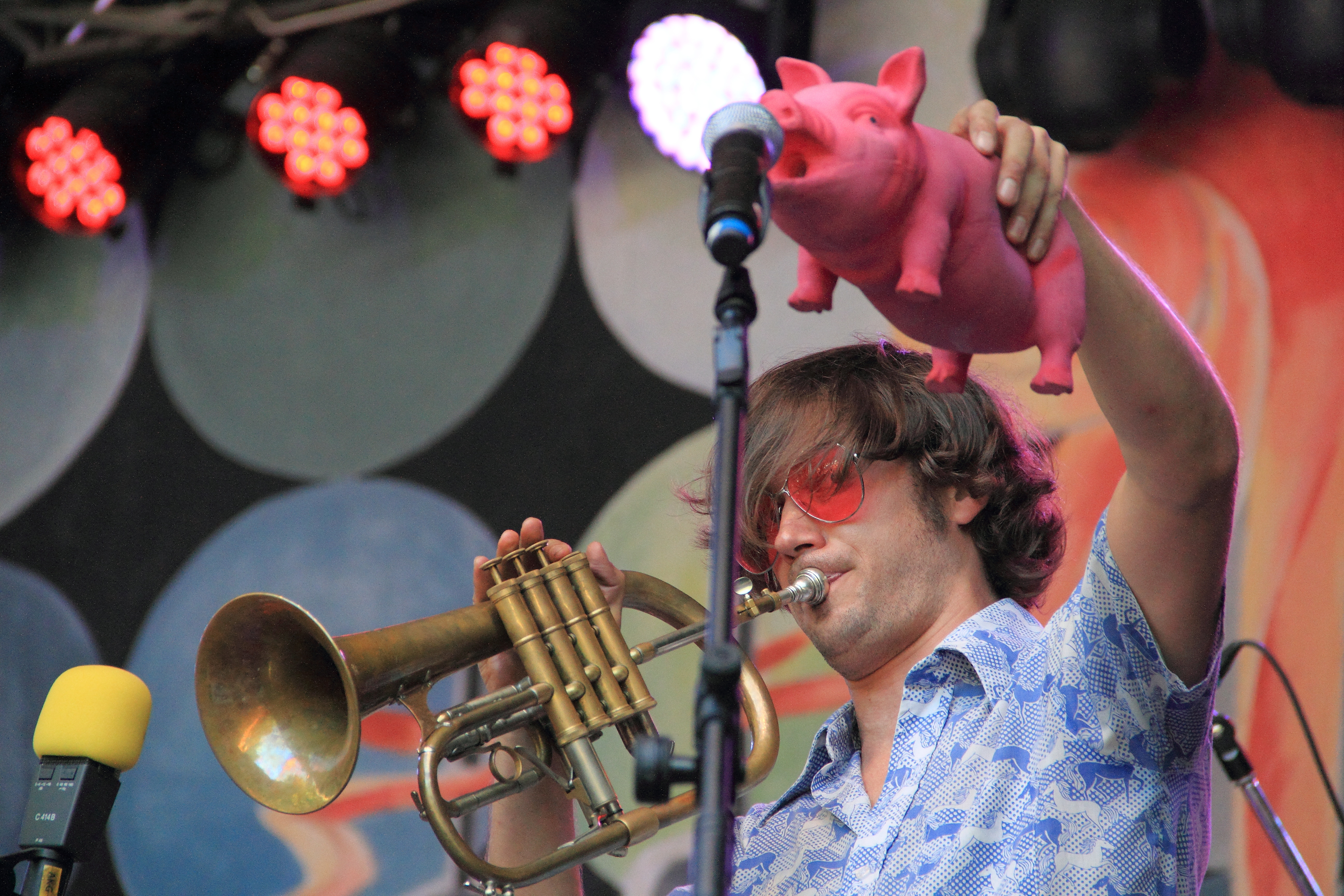
Auf dem Rudolstadt-Festival 2016

Schriefl hatte Engagements bei der WDR-Bigband und der Soulband Sharon Jones and The Dap Kings; er ersetzte seit 2006 Allan Botschinsky im European Jazz Ensemble und ist seit 2007 Leadtrompeter des European Movement Jazz Orchestra. Im Mai 2007 ging er zusammen mit R. A. Ramamani und T. A. S. Mani auf Südostasien-Tournee. Seit 2007 wirkt er im bayerischen Crossoverprojekt der Unterbiberger Hofmusik als Jazz-Solist und Komponist mit. Eine gemeinsame CD wurde 2008 produziert. 2009 führte er als Trompetensolist sein Orchesterwerk Ein frisches Kö-Pi mit den Duisburger Philharmonikern auf. Weiterhin gehört er zu Helga Plankensteiners Sextett Plankton. Seit 2024 wirkte er als Professor für Jazztrompete an der Hochschule für Musik und Darstellende Kunst Stuttgart.
Neben Trompete spielt er Flügelhorn, Alphorn, Euphonium, Baritonsaxophon, Tuba, Ophikleide, Piccolotrompete, Horn und Sousaphon. Seine Kompositionen umfassen Gesangseinlagen und Klangexperimente mit Kuhglocken, Vogellockpfeifen, einer Plastik-Melodika oder Kinderspielzeug.

## Preise und Auszeichnungen
1999 wurde er mit der Band Sidewinders Bundessieger bei Jugend jazzt. Im Jahr 2000 war er Kompositionsstipendiat des Deutschen Musikrats. Er erhielt 2001 den Biberacher Jazzpreis und 2006 den WDR-Jazzpreis (für Improvisation). Die Münchner Abendzeitung zeichnete ihn mit dem „Stern des Jahres 2007“ aus. 2008 erhielt er den Förderpreis des Landes Nordrhein-Westfalen für junge Künstlerinnen und Künstler (in der Sparte Komposition, Dirigat, Instrumentalmusik). Auf Vorschlag der Kölner Philharmonie wurde er im gleichen Jahr zum „Rising Star“ ernannt; im Rahmen der internationalen Konzertreihe »Rising Stars«, die von der European Concert Hall Organisation (ECHO) koordiniert wird, trat Schriefl 2008/2009 in führenden Konzerthäusern Europas auf. 2012 erhielt er den Preis der Deutschen Schallplattenkritik für die CD Six, Alps and Jazz (ACT).
Für seine Grenzgänge zwischen Jazz, Folk und Weltmusik erhielt Schriefl 2016 den Ruth-Sonderpreis beim Rudolstadt-Festival.
2019 gewann Schriefl gleich doppelt in Mannheim beim Neuen Deutschen Jazzpreis, den Bandpreis mit seiner Band Shreefpunk plus Strings und den Solistenpreis. Das Preisgeld teilte Shreefpunk plus Strings mit den anderen teilnehmenden Bands, ein Novum in der Geschichte deutscher Jazzpreise. Als Blechbläser erhielt Schriefl den Deutschen Jazzpreis 2023. Sein Album Allgäu Meets India, das 2018 mit der hr-Bigband entstand, erhielt 2025 den Deutschen Jazzpreis als „Rundfunkproduktion des Jahres.“

## Diskographische Hinweise

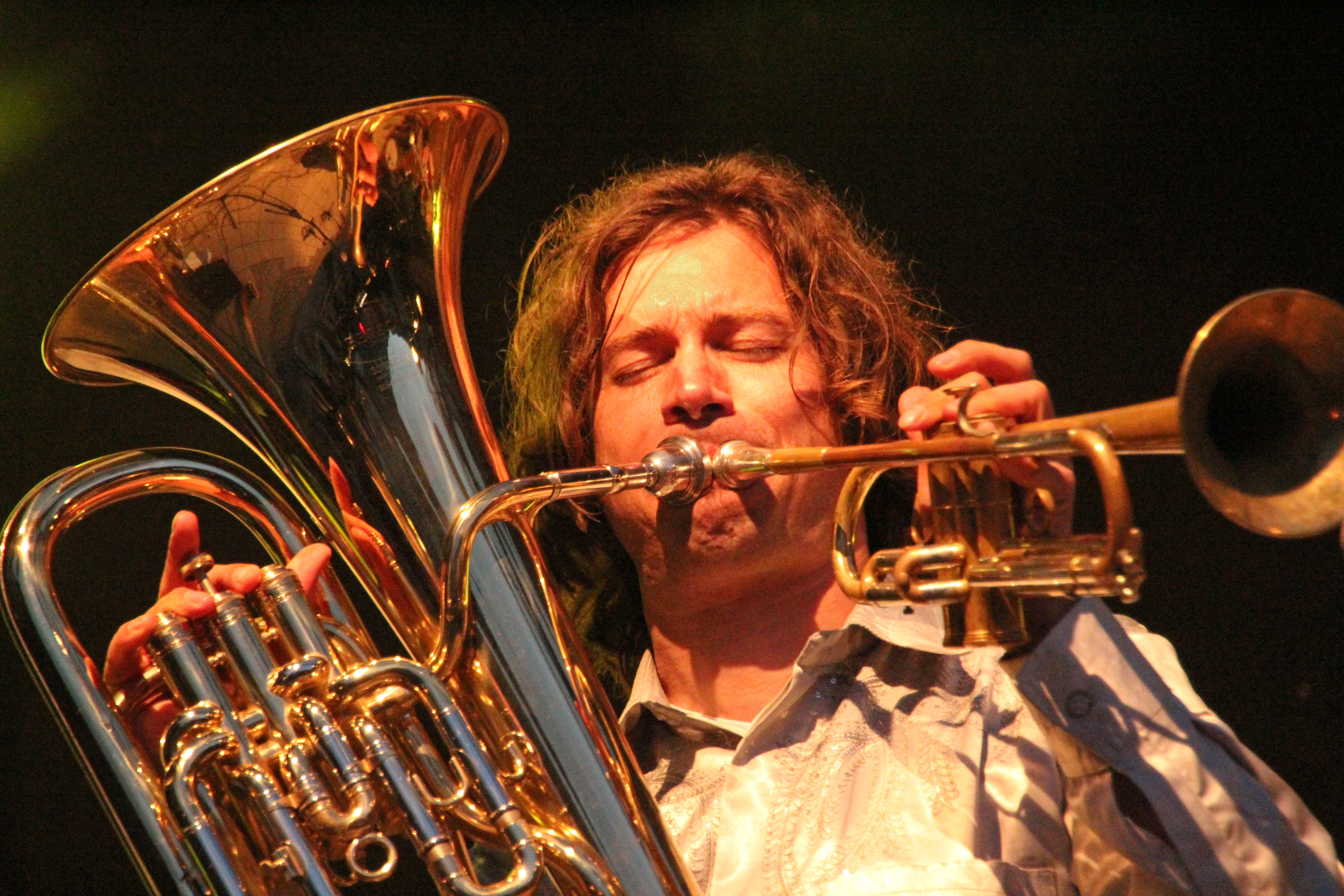
Matthias Schriefl (2017)

- Allgäu Meets India (Jazzwerkstatt 2024 mit Amith Nadig, Vinod Shyam, Sunaad Anoor, Sarah Buechi, Lars Andreas Haug, Alexander Morsey,  Sebastian Merk und der hr-Bigband)
- Geläut (Resonando 2022, mit Sarah Buechi, Johannes Bär, Susanne Paul bzw. Mathilde Vendramin)[6]
- Moving Krippenspielers Vol. 1 (resonando; rec. 2015–2019 mit Netnakisum, Alexander Morsey, Silvio Morger, Florian Trübsbach, Johannes Bär, Tamara Lukasheva, Bodek Janke, Simon Rummel, Michl Engl und Marcel Kolvenbach)
- Matthias Schriefl und Tamara Lukasheva: Matria (Unit Records, rec. 2015)
- Brazilian Motions (Himpsl Records/Edel; rec. 2005 & 2014, ed. 2016)
- Matthias Schriefl Trio: Im Himmel (Himpsl Records/Edel 2014, mit Alexander Morsey, Jonas Burgwinkel bzw. Silvio Morger u. a.)[7]
- Six, Alps & Jazz (ACT 9670-2, 2011, mit Johannes Bär, Peter Heidl, Florian Trübsbach, Heiko Bidmon, Gregor Bürger, Bodek Janke u. a.)
- Shreefpunk Live in Köln - Special Guest: Django Bates (ACT 9663-2, 2008, mit Django Bates, Johannes Behr, Robert Landfermann, Jens Düppe, Hannah Weirich, Nadine-Goussi Aguigah, Axel Porath, Thomas Schmitz)
- Unterbiberger Hofmusik: maDE in GermaN.Y. (himpsl records 2008)
- Shreefpunk plus Strings (ACT 9657-2, 2006 mit Johannes Behr, Robert Landfermann, Jens Düppe, Christine Rox, Gerður Gunnarsdóttir, Stephan Blaumer und Daniel Raabe)
- Andy Haderer & Matthias Schriefl two generations of trumpets, live im Stadtgarten (CMO-music/Edel 2006)
- deujazz, kauf Dir einen bunten Luftballon (BlueConcept, 2006, mit Anette von Eichel, Robert Landfermann, Jonas Burgwinkel)
- Gabriel Pérez & Cologne Contemporary Jazz Orchestra feat. David Liebman: La Banda Grande (Genuit 2004)
- Sidewinders: Die Bestie, (Mons Records MR 874-331, 2000)